# Tunnel d'Anzob
Le Tunnel d'Anzob au Tadjikistan est un tunnel reliant la capitale du pays, Douchanbé aux régions nord du pays situées dans la province de Sughd, dont la ville de Khodjent, seconde ville du Tadjikistan, ainsi qu'à Tachkent, capitale de l'Ouzbékistan.
Situé à 80 kilomètres au nord de la capitale, et long de 5 kilomètres, il permet de franchir aisément les monts Gissar à 12 km à l'ouest du col d'Anzob, haut de plus de 3 300 mètres et enneigé neuf mois par an. Le tunnel, situé à 2 700 m d'altitude, livre passage à la principale route du pays, la M34. Il permet de gagner quelque cinq heures sur la durée du trajet entre Douchanbé et le nord du pays (Khodjent se trouve dans la riche vallée de Ferghana, à moins de 150 kilomètres de Tachkent).
Le tunnel, comme la grand route font partie d'un vaste projet d'une route qui partirait d'Iran, puis passerait par les villes de Herat et de Mazar-i-Sharif dans le nord-ouest de l'Afghanistan, Shir Khan Bandar à la frontière, et de là vers le Tadjikistan (Nijne Piandj-Douchanbé-tunnel d'Anzob-Khodjent), puis vers la Chine. Cette route a été nommée « Nouvelle Route de la Soie ».
Le tunnel d'Anzob a été construit par une société iranienne (société Sabir) et avec l'aide de l'Iran qui a fourni 31 millions de dollars pour sa construction sur un montant contractuel de 39 millions. Il fut inauguré en juillet 2006, en présence du président iranien Ahmadinejad. Il se veut le symbole de la fraternité entre les deux pays qui partagent une histoire, une culture et une langue commune. La langue tadjike n'est en effet qu'une variante à peine différente du persan, langue officielle de l'Iran.
L'impact économique du tunnel est fort important pour le Tadjikistan : auparavant, surtout durant les mois d'hiver, les difficultés de liaison entre le nord et le sud du pays causait des ruptures dans le trafic commercial.

## Description

### Caractéristique technique
La construction consiste en deux tunnels parallèles, l'un appelé "Tunnel de Transport Automobile (TTA)" et l'autre "Tunnel de Ventilation et de Drainage (TVD)", d'une longueur un peu supérieure à cinq kilomètres chacun. 

La distance entre les axes des deux tunnels est d'environ 27 m, et il y a 26 tunnels de connexion qui les relient entre eux, à intervalle moyen de 205 mètres. 
Les dimensions de l'excavation des différents tunnels sont les suivantes : 
| Tunnels              | Dimensions        | Dimensions            | Dimensions           |
| Tunnels              | Hauteur en mètres | Largeur à la base (m) | Surface tranche (m²) |
| -------------------- | ----------------- | --------------------- | -------------------- |
| TTA                  | 7,85              | 10,13                 | 66,89                |
| TVD                  | 5,50              | 6,24                  | 32,26                |
| Tunnels de connexion | 5,50              | 6,24                  | 27,38                |

### Sécurité
La construction du tunnel a été suspendue en 2007, puis a repris en 2015. Néanmoins, cette longue période sans entretien a rendu le passage très dangereux, le tunnel n'est pas éclairé sur les 5 km de route, et la ventilation n'est plus fonctionnelle, ce qui rend l'atmosphère du tunnel hautement polluée par les gaz d’échappement, se charge parfois d’un épais brouillard. De plus, diverses machines non éclairées encombrent le parcours et quelques engins de terrassement non signalés constituent autant d’obstacles à éviter.